# Simon Gantillon
Simon Gantillon (Lione, 7 gennaio 1887 – Neuilly-sur-Seine, 9 settembre 1961) è stato un drammaturgo e sceneggiatore francese.

## Biografia
Gantillon iniziò a lavorare collaborando con alcuni giornali parigini, esordì nel teatro mettendosi in evidenza con il dramma Cyclone con cui conquistò il successo, seguito da Maya, l'opera sua più significativa, in un prologo, nove quadri e un epilogo; l'opera fu ambientata nei bassifondi d'una città costiera, la cui protagonista era una prostituta, caratterizzata dal potere dell'illusione che colpisce gli avventori che le chiedono un'ora di piacere, simbolo della mutevole illusione di cui vivono i mortali, secondo le filosofie e spiritualità orientali.
La figura della prostituta simboleggia le illusioni e il desiderio di evasione degli uomini.
L'opera messa in scena inizialmente a Parigi nel 1924, ottenne grandi consensi soprattutto nella versione eseguita da G. Baty nel 1927, e dopo innumerevoli repliche fu portato anche all'estero; in Italia arrivò nel 1928, messo in scena, dalla compagnia di Dario Niccodemi.
Successivamente Gantillon realizzò Départs (15 quadri) allestito dallo stesso Baty all'Avenue di Parigi nel 1928.
In seguito scrisse altre opere interessanti quali: Bifur (1932), Notre-Dame des songes (rappresentato nel 1935), Jeux du vent (1937, balletto). Quindi si avvicinò al cinema nel ruolo di sceneggiatore (Gibraltar, 1938), e tornò al teatro nel 1956 con i due atti unici Les îsles fortunées e Mille et quatre.

## Opere

### Drammi
- Cyclone (1923);
- Maya (1924);
- Départs (1928);
- Bifur (1932);
- Notre-Dame des songes (1935);
- Jeux du vent (1937);
- Les îsles fortunées (1956);
- Mille et quatre (1956).

### Sceneggiature
- Le Sergent X o (Le Désert), diretto da Vladimir Strizhevsky (1932);
- Gibraltar, diretto da Fëdor Aleksandrovič Ocep (1938);
- Mission spéciale, diretto da Maurice de Canonge (1945);
- La Figure de proue, diretto da Christian Stengel (1947);
- Rumeurs, diretto da Jacques Daroy (1947);
- L'Amour autour de la maison, diretto da Pierre de Hérain (1947).